# لانچانو
لانچانو (به ایتالیایی: Lanciano) یک کومونه در ایتالیا است که در استان کییتی واقع شده‌است.

## خصوصیات
لانچانو ۶۶ کیلومترمربع مساحت و ۳۵٬۷۱۳ نفر جمعیت دارد و ۲۶۵ متر بالاتر از سطح دریا واقع شده‌است.

## خواهرخوانده
شهرهای نوسکو، براساتئی، واوقن، Perho, Qala و وایسگراد خواهرخوانده‌های لانچانو هستند.